# Hishimonus rectus
Hishimonus rectus är en insektsart som beskrevs av Kuoh 1976. Hishimonus rectus ingår i släktet Hishimonus och familjen dvärgstritar. Inga underarter finns listade i Catalogue of Life.